# كاري سوينسون
كاري سوينسون (بالإنجليزية: Kari Swenson)‏ هي متسابقة بياثل أمريكية، ولدت في 1962.